# ロレッタ・スウィット
ロレッタ・スウィット（Loretta Jane Swit,  1937年11月4日 - 2025年5月30日）は、アメリカ合衆国の女優。

## 来歴
ニュージャージー州パセーイク出身。ポーランド系アメリカ人。17歳でニューヨークに行き、俳優・演出家のジーン・フランケルに演技指導を受ける。1967年、舞台で女優デビュー、テレビドラマを中心に出演する。
1972年から出演したテレビドラマ『マッシュ』に従軍看護婦のマーガレット・"ホット・リップス"・ホリハン役でレギュラー出演、プライムタイム・エミー賞助演女優賞に1974年から1983年までの10回ノミネートされ、うち1980年と1982年の2回受賞した。
『マッシュ』シーズン休止期間中の1981年、『女刑事キャグニー&レイシー』のパイロット版にクリスティン・キャグニー役で出演。その後も『女刑事キャグニー&レイシー』への出演を希望した彼女は、『マッシュ』を第8シーズンで降板したいと申し出たが、プロデューサーはそれを拒否した。結局『女刑事キャグニー&レイシー』のレギュラーシリーズへの出演は叶わなかった。
2025年5月30日未明、ニューヨーク市内の自宅で死去。87歳没。自然死と見られる。

## 主な出演作品

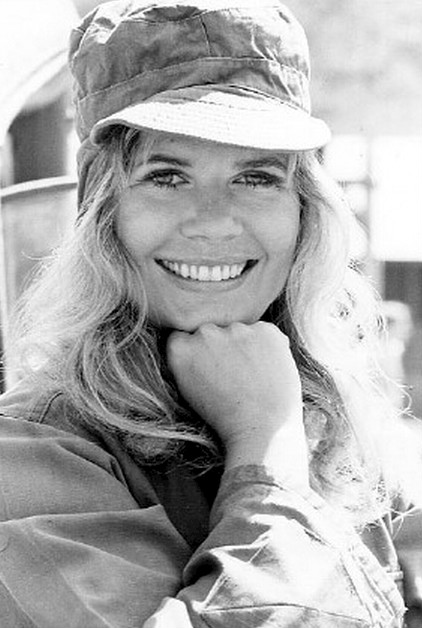
1972年、『マッシュ』出演時

### 映画
- フリービーとビーン/大乱戦 Freebie and the Bean (1974)
- 悪魔の追跡 Race with the Devil (1975)
- 最後のガンファイト The Last Day (1975) テレビ映画
- 戦慄!病院襲撃 The Hostage Heart (1977) テレビ映画
- 20年目の疑惑/女子大生寮に秘められた6人の過去 Friendships, Secrets and Lies (1979) テレビ映画
- S.O.B. S.O.B. (1981)
- ビアー Beer (1985)
- 大惨事世界大戦 Whoops Apocalypse (1986)
- キーウェストの黄金 Dreams of Gold: The Mel Fisher Story (1986) テレビ映画
- ザ・サバイバー Forest Warrior (1996)
- ビキニ・クイーン in マリブ Beach Movie (1998)

### テレビドラマ
- ハワイ5-0 Hawaii Five-O (1969-1972)
- スパイ大作戦 Mission: Impossible (1970)
- ガンスモーク Gunsmoke (1970)
- マッシュ M*A*S*H (1972-1983)
- 女刑事キャグニー&レイシー Cagney and Lacey (1981) パイロット版のみ
- The Love Boat (1977-1984)
- バットマン Batman: The Animated Series (1992) テレビアニメ、声の出演
- ジェシカおばさんの事件簿 Murder, She Wrote (1994)
- 新・バークにまかせろ Burke's Law (1995)
- Dr.マーク・スローン Diagnosis: Murder (1998)